# Tierra y Libertad, Salto de Agua
Tierra y Libertad är en ort i Mexiko.   Den ligger i kommunen Salto de Agua och delstaten Chiapas, i den sydöstra delen av landet, 800 km öster om huvudstaden Mexico City. Tierra y Libertad ligger 66 meter över havet och antalet invånare är 209.
Terrängen runt Tierra y Libertad är kuperad åt nordväst, men åt sydost är den platt. Runt Tierra y Libertad är det ganska glesbefolkat, med 38 invånare per kvadratkilometer. Närmaste större samhälle är Salto de Agua, 12,0 km norr om Tierra y Libertad. Trakten runt Tierra y Libertad består till största delen av jordbruksmark.